# Paul Esser
Paul Esser (* 24. April 1913 in Kapellen am Niederrhein; † 20. Januar 1988 auf Teneriffa) war ein deutscher Theater- und Filmschauspieler sowie Synchronsprecher.

## Leben
Der Sohn eines Kaufmanns studierte nach dem Abitur vier Semester Kunstgeschichte. Nach zweijährigem Schauspielunterricht bei Adolf Dell in Düsseldorf trat er sein erstes Engagement 1939 am Westfälischen Landestheater in Paderborn an. Es folgten Engagements am Landestheater Weimar (1940), am Theater Schneidemühl (1941), am Deutschen Theater Berlin (1942), am Theater Posen und in Memel. Ab 1943 spielte er am Deutschen Theater in Berlin, wo er bis zur kriegsbedingten Theatersperre im Herbst 1944 blieb.
Nach Kriegsende spielte Esser an der Ruhrbühne Witten und folgte dann dem Ruf von Gustaf Gründgens an das Düsseldorfer Schauspielhaus. Nachdem er in Frankfurt am Main auch als Regisseur gewirkt hatte, ging er 1948 nach Berlin, wo er bis 1951 wieder am Deutschen Theater unter Vertrag stand. Er spielte die Rolle des Wilhelm Tell bei der Wiedereröffnung des Schillertheaters in Berlin 1951. Auch das Theater am Kurfürstendamm war eine seiner Wirkungsstätten.
In dem DEFA-Film Rotation verkörperte er 1949 den Mitläufer Hans Behnke, in Das kalte Herz den großspurigen Ezechiel und in Der Untertan 1951 den großspurigen preußischen Regierungspräsidenten von Wulckow. Nach seinem Wechsel zum bundesdeutschen Film sah man Esser nur noch in Nebenrollen. Zumeist mimte er aufgeblasene Vorgesetzte, beispielsweise den Regierungsrat Motzmann in der Heinz-Erhardt-Komödie Was ist denn bloß mit Willi los? (1970) oder ein Jahr später in "Unser Willi ist der Beste" (1971) den grantigen Chef eines Elektrounternehmens für Küchengeräte. Bekanntheit erreichte er auch durch seine Darstellung des Ganoven Blom in den Astrid-Lindgren-Verfilmungen von Pippi Langstrumpf mit Inger Nilsson.
In zwei Folgen der Krimireihe Tatort war er 1971 und 1972 der Berliner Kommissar Kasulke.
Nachdem Esser sich erfolglos um die Intendanz des Theaters der Freien Volksbühne beworben hatte, gründete er 1963 in den Räumen eines großen Kinosaales in Berlin, Alt-Moabit 48 sein eigenes Theater, das „Schauspielhaus Hansa“. 1974 wurde es in Hansa-Theater umbenannt. Esser behielt die Leitung bis 1981. Im Jahr 2009 stellte es seinen Spielbetrieb ein. 2020 wurde das Gebäude für einen Wohnungsneubau abgerissen.
Am 18. Mai 1981 wurde er mit dem Bundesverdienstkreuz 1. Klasse ausgezeichnet. Am 20. Januar 1988 starb Paul Esser im Alter von 74 Jahren auf Teneriffa und wurde auf dem Waldfriedhof in Gauting beigesetzt.
Paul Esser war mit einer Schauspielerin verheiratet. Auch seine Tochter Ellen Esser stand auf der Bühne, außerdem ist sie als Autorin tätig.

## Filmografie
- 1941: Der Gasmann
- 1943: Liebesgeschichten
- 1949: Rotation
- 1950: Der Kahn der fröhlichen Leute
- 1950: Die lustigen Weiber von Windsor
- 1950: Das kalte Herz
- 1951: Der Untertan
- 1952: Heimweh nach Dir
- 1953: Der unsterbliche Lump
- 1953: Christina
- 1954: Ein Leben für Do
- 1954: Hoheit lassen bitten
- 1954: Gefangene der Liebe
- 1955: Sohn ohne Heimat
- 1955: Der 20. Juli
- 1955: Ihr Leibregiment
- 1955: Die Toteninsel
- 1955: Urlaub auf Ehrenwort
- 1956: Jeanne oder Die Lerche
- 1956: Johannisnacht
- 1956: Das Hirtenlied vom Kaisertal
- 1957: Das Wirtshaus im Spessart
- 1957: Die Frühreifen
- 1957: Vater sein dagegen sehr
- 1957: Anders als du und ich
- 1958: Das Spiel war sein Fluch (Le joueur)
- 1958: Der Schinderhannes
- 1958: Unruhige Nacht
- 1959: 2 × Adam, 1 × Eva
- 1959: Das schöne Abenteuer
- 1959: Unser Wunderland bei Nacht
- 1959: Abschied von den Wolken
- 1960: Das Spukschloß im Spessart
- 1960: Ein Herz braucht Liebe
- 1960: Ich zähle täglich meine Sorgen
- 1960: Am Galgen hängt die Liebe
- 1961: Die Geburtstagsfeier
- 1961: Die große Reise
- 1961: Spanische Legende
- 1963: Stadtpark
- 1963: Wochentags immer
- 1963: Die endlose Nacht
- 1964: Das Haus auf dem Hügel
- 1965: Nicht versöhnt oder Es hilft nur Gewalt, wo Gewalt herrscht
- 1966: Das Millionending (Fernseh-Zweiteiler)
- 1967: Herrliche Zeiten im Spessart
- 1968: La moglie giapponese
- 1969: So reisen und so lieben wir (If It's Tuesday, This Must Be Belgium)
- 1969: Pippi Langstrumpf (Film)
- 1969: Pippi Langstrumpf (Fernsehserie)
- 1969: Pippi geht von Bord
- 1969: Herzblatt oder Wie sag ich’s meiner Tochter?
- 1969: Alle Kätzchen naschen gern
- 1970: Was ist denn bloß mit Willi los?
- 1971: Blut an den Lippen (Les lèvres rouges)
- 1971: Unser Willi ist der Beste
- 1971: Michel aus Lönneberga
- 1971: Michel in der Suppenschüssel
- 1971: Tatort: Der Boss (als Kommissar Kasulke)
- 1972: Michel muß mehr Männchen machen
- 1972: Tatort: Rattennest (als Kommissar Kasulke)
- 1973: Der Zarewitsch
- 1973: Gott schützt die Liebenden
- 1974: Der Weg nach Tourmon (Ardéchois-coeur-fidèle)
- 1974: Tatort: Mord im Ministerium (Gastauftritt als Kommissar Kasulke)
- 1975: Kommissariat 9: Guten Appetit
- 1983: Die wilden Fünfziger
- 1984: Delfter Kacheln
- 1987: Ein Fall für zwei: Wertloses Alibi

## Theater

### Schauspieler
- 1948: Julius Hay: Haben (Tischler) – Regie: Falk Harnack (Deutsches Theater Berlin)
- 1948: Gotthold Ephraim Lessing: Nathan der Weise (Patriarch) – Regie: Gerda Müller (Deutsches Theater Berlin)
- 1948: Stefan Brodwin: Der Feigling (Gauner) – Regie: Ernst Legal (Deutsches Theater Berlin – Kammerspiele)
- 1949: Bertolt Brecht: Mutter Courage und ihre Kinder – Regie: Bertolt Brecht, Erich Engel (Berliner Ensemble im Deutsches Theater Berlin)
- 1949: Johann Wolfgang von Goethe: Faust. Eine Tragödie (Valentin) – Regie: Wolfgang Langhoff (Deutsches Theater Berlin)
- 1949: Ewan MacColl: Das krumme Gewerbe (Ganovenboß) – Regie: Robert Wolfgang Schnell (Deutsches Theater Berlin – Kammerspiele)
- 1950: George Bernard Shaw: Frau Warrens Gewerbe (Pastor Samuel Gardner) – Regie: Wolfgang Langhoff (Deutsches Theater Berlin – Kammerspiele)
- 1950: Edmond Rostand: Cyrano de Bergerac (Pastetenbäcker) – Regie: Ernst Legal (Deutsches Theater Berlin)
- 1950: Horst Lommer: Arche Noah (Meisterboxer) – Regie: Günther Stark (Deutsches Theater Berlin)
- 1951: Alexander Ostrowski: Gewitter (Sohn der Witwe) – Regie: Wolfgang Heinz (Deutsches Theater Berlin)
- 1951: Friedrich Schiller: Wilhelm Tell (Wilhelm Tell) – Regie: Boleslaw Barlog (Schiller Theater Berlin)
- 1951: Clifford Odets: Golden Boy (Boxtrainer Tokio) – Regie: Wolfgang Langhoff (Deutsches Theater Berlin – Kammerspiele)
- 1951: Hans José Rehfisch, Wilhelm Herzog: Die Affäre Dreyfus – Regie: Karl-Heinz Stroux (Schlosspark Theater Berlin)
- 1952: Jean-Paul Sartre: Der Teufel und der liebe Gott – Regie: Karl-Heinz Stroux (Schiller Theater Berlin)
- 1952: William Shakespeare: Ein Sommernachtstraum (Squenz) – Regie: Boleslaw Barlog (Schiller Theater Berlin)
- 1953: Stefan Barcava: Die Gefangenen – Regie: Rudolf Noelte (Schiller Theater Berlin)
- 1955: Thornton Wilder: Die Heiratsvermittlerin – Regie: Rudolf Steinboeck (Theater am Kurfürstendamm Berlin)
- 1955: Max Frisch: Die Chinesische Mauer – Regie: Oscar Fritz Schuh (Theater am Kurfürstendamm Berlin)
- 1957: Franz Grillparzer: Weh dem, der lügt! – Regie: Harald Benesch (Theater am Kurfürstendamm Berlin)
- 1958: Luigi Pirandello: Der Mensch, das Tier und die Tugend – Regie: Dietrich Haugk (Komödie am Kurfürstendamm Berlin)
- 1959: Bertolt Brecht, Kurt Weill: Die Dreigroschenoper – Regie: Hans Lietzau (Schlosspark Theater Berlin)
- 1960: Fay Kanin, Michael Kanin: Rashomon – Regie: Leonard Steckel (Residenztheater München)
- 1961: Eugène Ionesco: Die Nashörner (Hans) – Regie: Wolfgang Spier (Theater am Kurfürstendamm Berlin)
- 1961: Alexandre Breffort: Irma la Douce – Regie: Rolf Kutschera (Komödie am Kurfürstendamm Berlin)
- 1962: T. S. Eliot: Ein verdienter Staatsmann – Regie: Wolfgang Spier (Theater am Kurfürstendamm Berlin)
- 1966: Gerhart Hauptmann: Der Biberpelz – Regie: Herbert Ballmann (Hansa-Theater Berlin)
- 1969: William Goodhart: Reg dich nicht auf Daddy – Regie: Joachim Preen (Hansa-Theater Berlin)

### Regisseur
- 1963: Ladislas Fodor: Europa und der Stier (Hansa-Theater Berlin)
- 1966: Gaston Arman de Caillavet, Robert de Flers: Monsieur Brotonneau (Hansa-Theater Berlin)
- 1968: Horst Pillau nach David Kalisch: 100.000 Taler (Hansa-Theater Berlin)
- 1972: George Bernard Shaw: Helden (Hansa-Theater Berlin)
- 1977: Georg Hirschfeld: Pauline (Hansa-Theater Berlin)
- 1980: Gotthold Ephraim Lessing: Minna von Barnhelm oder das Soldatenglück (Hansa-Theater Berlin)

## Hörspiele
- 1950: Jacques Roumain: Herr über den Tau – Regie: Hanns Farenburg (Berliner Rundfunk)
- 1950: Karl Sonnabend/Werner Hardt: Der himmlische Landverteiler – Regie: Werner Stewe (Berliner Rundfunk)
- 1955: Thornton Wilder: Die Heiratsvermittlerin – Regie: Rudolf Steinboeck (Theatermitschnitt – RIAS Berlin)
- 1962: Eugène Ionesco: Die Nashörner (Hans) – Regie: Wolfgang Spier (RIAS Berlin)
- 1964–1987: Diverse Autoren: Damals war's – Geschichten aus dem alten Berlin (Regisseur 1979–1982 in vier Geschichten mit 36 Folgen) (40 Geschichten in 426 Folgen) (RIAS Berlin)
- 1986: Michael Koser. Der letzte Detektiv (11. Folge: Spielwiese) (Tommy Tinnef, Mobil-Verleiher) – Regie: Alexander Malachovsky (BR)